# Pap Jonga
Pap D. Jonga (* 1. Juli 1997 in Barra) ist ein gambischer Schwimmer. Er war der erste olympische Schwimmer der für den westafrikanischen Staat startete.

## Leben
Bei den Olympischen Sommerspielen 2016 in Rio de Janeiro trat er in der Disziplin 50-Meter-Freistil der Männer an. Mit einer Zeit von 27,48 Sekunden landete Jonga auf Platz 79, er kam nicht ins Halbfinale.